# Kyatto Ninden Teyandee
Kyatto Ninden Teyandee (Nhật: キャッ党忍伝てやんでえ tạm dịch: "Huyền thoại ninja mèo") là xê-ri anime dài tập do Tatsunoko Production và Sotsu Agency phối hợp sản xuất. Loạt phim được phát sóng đầu tiên trên kênh truyền hình TV Tokyo tại Nhật Bản từ ngày 1 tháng 2 năm 1990 đến 12 tháng 2 năm 1991 với tổng cộng 54 tập phim. Saban đã mua lại bản quyền chiếu phim ở Bắc Mỹ vào năm 1991 và cho ra đời một phiên bản tiếng Anh có tên gọi Samurai Pizza Cats. Các nhà sáng tạo cho biết đã từng tồn tại một xê-ri ngoại truyện mang tên Kyatto Keisatsu Beranmee (キャッ党警察べらんめえ tạm dịch: "Cảnh sát mèo Beranmee"); tuy nhiên cốt truyện lẫn thông tin về loạt phim này đã bị thất lạc khiến cho tác phẩm bị hủy bỏ. Kyatto Ninden Teyandee nổi tiếng nhờ các nét hài hước văn hóa như chơi chữ tiếng Nhật, văn hóa pop và phá vỡ bức tường thứ tư.

## Tóm tắt
Sê-ri đặt bối cảnh tại Edoropolis (từ ghép của hai từ Edo và Metropolis), một thành phố máy kết hợp văn hóa phong kiến Nhật Bản với văn hóa đương đại, dân cư sinh sống tại đây là các "animaloid" (động vật máy hình người). Trên lý thuyết người cai trị thành phố này là Tướng quân gấu trúc Tokugawa, nhưng vì ông là một kẻ lập dị đi đứng lập cập nên quyền lãnh đạo thật sự lại nằm trong tay cô con gái của ông, công chúa nóng nảy và dễ bị kích động Tokugawa Usako và một hội đồng. Kẻ đứng đầu đám hội đồng là tên thủ tướng giàu tham vọng Kitsunezuka Koon-no-Kami, một con cáo liên tục bày mưu nhằm lật đổ triều đại của Shogun với sự hỗ trợ đắc lực của nhà cố vấn đáng tin cậy Karasu Gennari-sai và Karamaru, thủ lĩnh của đội quân ninja quạ.
Ở phe chính nghĩa, một thành viên trong hội đồng là Inuyama Wanko-no-Kami, chỉ huy của đội cận vệ lâu đài biết được về những kế hoạch của Kitsunezuka nhưng lại không thể truy tố y tội phản quốc vì lời khước từ có vẻ hợp lý của tên cáo này. Thay vào đó Inuyama đã chiêu mộ sự phục vụ của Yattarou, Pururun và Sukashii – bộ ba ninja mèo làm việc tại tiệm bánh pizza với tổng đài viên Otama. Với biệt hiệu chung là Nyankī, đội được giao nhiệm vụ ngăn chặn những kế hoạch của Koon-no-Kami và đám tay sai hiểm ác của y với mục đích thống trị Edoropolis.

## Bản lồng tiếng Anh
Khi Saban nhận giấy phép cho bản lồng tiếng Anh mang tên Samurai Pizza Cats, những bản dịch chuẩn và thông tin về các tập phim gốc bản Nhật đều ở mức chất lượng kém hoặc không xuất hiện. Quyết định được đưa ra nhằm viết lại toàn bộ phần hội thoại gốc cho bản lồng tiếng Anh, khiến chương trình giống như một vở hài lố kiểu Animaniacs, đối lập với bản gốc mang ít tính hài lố hơn. Mỗi tập đều xóa đi hai clip show được lồng tiếng Anh. Một vài tập lồng tiếng thậm chí chưa từng được phát sóng trên truyền hình Mỹ.

## Nhạc phim
Một đĩa CD nhạc phim có tựa Kyatto Ninden Teyandee: The Cats' First Performance (キャッ党忍伝てやんでえ 猫座第一回公演 Kyattō Ninden Teyandē: Nekoza Dai Ichi Kai Kōen, lit. "Cat Ninja Legend Teyandee: The Cats' First Performance") được phát hành vào ngày 21 tháng 9 năm 1990.
| STT              | Nhan đề                                                                    | Phổ lời          | Phổ nhạc                 | Thời lượng |
| ---------------- | -------------------------------------------------------------------------- | ---------------- | ------------------------ | ---------- |
| 1.               | "初級おＥＤＯ講座番外編"                                                   |                  | Kenyu Horiuchi           | 1:04       |
| 2.               | "おっとどっこい日本晴れ" (Thể hiện bởi Reina Yazawa)                       | Anju Mana        | Etsuko Yamakawa          | 2:38       |
| 3.               | "秘密忍者隊ニャンキー参上！"                                               |                  | Kenji Kawai              | 4:30       |
| 4.               | "コーン守と幻ナリ斎のアホ企み"                                             |                  | Kenji Kawai              | 3:59       |
| 5.               | "初級おＥＤＯ講座１ カラス長屋の夜は更けて…"                               |                  | Voice Actors             | 6:52       |
| 6.               | "腹がへってもヤッ太郎"                                                     |                  | Kenji Kawai              | 3:58       |
| 7.               | "ＹＡＳＵ－けくナイ！" (Thể hiện bởi Ai Orikasa và Yuki Mizutani (MIPPLE)) |                  | Kenji Kawai              | 4:25       |
| 8.               | "商売繁盛ピザキャット"                                                     |                  | Kenji Kawai              | 3:14       |
| 9.               | "ざ・らいばる（カラ丸ＶＳニャンキー）"                                     |                  | Kenji Kawai              | 4:20       |
| 10.              | "初級おＥＤＯ講座２ リアリズムへの長き道"                                  |                  | Voice Actors             | 2:39       |
| 11.              | "メカＥＤＯ城危機一髪！ぱふー"                                             |                  | Kenji Kawai              | 2:32       |
| 12.              | "必殺！猫目スラッシュ"                                                     |                  | Kenji Kawai              | 3:42       |
| 13.              | "一富士二鷹三ナスビ"                                                       |                  | Kenji Kawai              | 2:36       |
| 14.              | "初級おＥＤＯ講座３ 正しいピザの頼み方の傾向と対策"                        |                  | Các diễn viên lồng tiếng | 9:01       |
| 15.              | "Ｔｏ ｂｅ Ｙｏｕｒｓｅｌｆ" (Thể hiện Reina Yazawa)                       | Anju Mana        | Etsuko Yamakawa          | 3:24       |
| Tổng thời lượng: | Tổng thời lượng:                                                           | Tổng thời lượng: | Tổng thời lượng:         | 48:56      |

Một đĩa CD thứ hai có tựa Kyatto Ninden Teyandee: The Cats' Final Performance Day (キャッ党忍伝てやんでえ 猫座千秋楽公演 Kyattō Ninden Teyandē: Nekoza Senshūraku Kai Kōen, lit. "Cat Ninja Legend: The Cats' Final Performance Day") được phát hành vào ngày 21 tháng 12 năm 1990.
| STT              | Nhan đề                                                                           | Phổ lời          | Phổ nhạc         | Thời lượng |
| ---------------- | --------------------------------------------------------------------------------- | ---------------- | ---------------- | ---------- |
| 1.               | "おっとどっこい日本晴れ（ウサ姫Ｖｅｒｓｉｏｎ）" (Thể hiện bởi Maria Kawamura)    | Anju Mana        | Etsuko Yamakawa  | 2:42       |
| 2.               | "三日月コネクッション" (Thể hiện bởi Ai Orikasa và Yuki Mizutani (MIPPLE))        |                  | Kenji Kawai      | 2:38       |
| 3.               | "てやんでえ Ｓｐｅｃｉａｌ Ｅｘｐｒｅｓｓ" (Thể hiện bởi Ami Itabashi)            |                  | Kenji Kawai      | 4:30       |
| 4.               | "Ｂｌａｃｋ Ｆｉｇｈｔ" (Thể hiện bởi Koichi Yamadera)                            |                  | Kenji Kawai      | 3:59       |
| 5.               | "艶姿メカＣａｔ！" (Thể hiện bởi Jurouta Kosugi)                                  |                  | Kenji Kawai      | 6:52       |
| 6.               | "Ｂａｔｔｌｅ ｉｎ Ｆｌａｓｈ" (Thể hiện bởi Ami Itabashi)                        |                  | Kenji Kawai      | 3:58       |
| 7.               | "天下無敵のヤッ太郎" (Thể hiện bởi Kappei Yamaguchi)                              |                  | Kenji Kawai      | 4:25       |
| 8.               | "Ｔｏ ｂｅ Ｙｏｕｒｓｅｌｆ（プルルン Ｖｅｒｓｉｏｎ）" (Thể hiện bởi Ai Orikasa) | Anju Mana        | Kenji Kawai      | 3:14       |
| 9.               | "おっとどっこい日本晴れ（ＴＶ サイズ）" (Thể hiện bởi Reina Yazawa)               | Anju Mana        | Kenji Kawai      | 4:20       |
| 10.              | "（音楽劇場・其の一）"                                                            |                  | Kenji Kawai      | 2:39       |
| 11.              | "（音楽劇場・其の二）"                                                            |                  | Kenji Kawai      | 2:32       |
| 12.              | "（音楽劇場・其の三）"                                                            |                  | Kenji Kawai      | 3:42       |
| 13.              | "（音楽劇場・其の四）"                                                            |                  | Kenji Kawai      | 2:36       |
| 14.              | "（音楽劇場・其の五）"                                                            |                  | Kenji Kawai      | 9:01       |
| 15.              | "（音楽劇場・其の六）"                                                            |                  | Kenji Kawai      | 3:24       |
| 16.              | "（音楽劇場・其の七）"                                                            |                  | Kenji Kawai      | 0:56       |
| 17.              | "（音楽劇場・其の八）"                                                            |                  | Kenji Kawai      | 2:59       |
| 18.              | "Ｔｏ ｂｅ Ｙｏｕｒｓｅｌｆ（ＴＶ サイズ）" (Thể hiện bởi Reina Yazawa)           | Anju Mana        |                  | 3:11       |
| Tổng thời lượng: | Tổng thời lượng:                                                                  | Tổng thời lượng: | Tổng thời lượng: | 48:56      |

Phần nhạc ngẫu hứng do nhà soạn nhạc Kenji Kawai (Ghost in the Shell, Patlabor, Ranma 1/2, Fate/Stay Night, Mobile Suit Gundam 00) sáng tác. Ca khúc mở đầu ("A Time for Beautiful Days" (おっとどっこい日本晴れ Ottodokkoi Nihonbare)) và bài hát kết phim ("To Be Yourself") đều do Etsuko Yamakawa, Takeshi Ike và Anju Mana sáng tác, đồng thời được thể hiện bởi Reina Yazawa và Ai Orikasa.